# Tolv Imamer
De Tolv Imamer er, i shia-islams tolver-gren (ithnā-ʿashariyyah), en betegnelse for de tolv spirituelle og politiske efterfølgere af profeten Muhammed. Shiiter tror generelt på, at imamerne var de retmæssige efterfølgere af profeten Muhammed. Ifølge shia-islam blev dette bestemt af Gud selv, og også forudsagt flere gange af Muhammed inden hans død. Imamerne anses her for at være ufejlbarlige (maʿsūm) og for at være vogtere af religionen islam. Desuden tror shiiter også på at imamerne kender til den indre mening (bātin) af Koranen.
Den første imam, ʿAlī b. Abī Ṭālib, som også kaldes De Troendes Leder (Amīr al-Muʾminīn), var profetens fætter og gift med profetens eneste datter som fik barn, Fātima al-Zahrāʾ, fra hans første og mest elskede kone, Khadījah. Profeten ville ikke gifte sin datter væk, selvom mange af Muhammeds følgesvende (sahāba) ønskede at gifte sig med hende. Dette skyldtes profetens udsagn om, at han afventede Guds valg i alt hvad han foretog sig, da det ikke var noget, han selv kunne bestemme. Ifølge shia-islam var det netop Guds ønske, at Muhammeds datter skulle gifte sig med ʿAlī og derved bane vejen for lederskabet (imāmah) igennem de tolv imamer.

## Liste over De Tolv Imāmer
| NUMMER | IMĀM                     | LEVETID                   | REGENT (REGERINGSTID) | REGERENDE DYNASTI  |
| 1      | ʿAlī (علي)               | (f. 598-600 - d. 661)     | Abū Bakr (632-34) ʿUmar (634-44) ʿUthmān (644-56) Ham selv (656-661)                                                               | "RĀSHIDŪN"         |
| 2      | Hasan (ألحسن)            | (f. 624-625 - d. 668-680) | Muʿāwiya I (661-80) | UMAYYADE           |
| 3      | Husayn (ألحسین)          | (f. 626 - d. 680)         | Muʿāwiya I (661-80) | UMAYYADE           |
| 4      | Zayn al-ʿĀbidīn (علي)    | (f. 653-659 - d. 710-718) | Yazīd (680-83) Marwān I (684-85) ʿAbd al-Malik (685-705) al-Walīd I (705-15)                                                       | UMAYYADE           |
| 5      | Muhammad al-Bāqir (محمد) | (f. 676-677 - d. 732-735) | al-Walīd I (705-15) Sulaymān (715-17) ʿUmar II (717-20) Yazīd II (720-24) Hishām (724-43)                                          | UMAYYADE           |
| 6      | Jaʿfar al-Sādiq (جعفر)   | (f. 699-703 - d. 765)     | Hishām (724-43) al-Walīd II (743-44) Yazīd III (744) Ibrāhīm (744) Marwān II (744-50) al-Saffāh (750-54) al-Mansūr (754-75)        | UMAYYADE ʿABBĀSIDE |
| 7      | Mūsā al-Kāzim (موسی)     | (f. 745-747 - d. 799)     | al-Mansūr (754-75) al-Mahdī (775-85) al-Hādī (785-86) Hārūn al-Rashīd (786-809)                                                    | ʿABBĀSIDE          |
| 8      | ʿAlī al-Ridā (علي)       | (f. 765-770 - d. 818)     | al-Maʾmūn (813-833) | ʿABBĀSIDE          |
| 9      | Muhammad al-Taqī (محمد)  | (f. 811 - d. 834-835)     | al-Maʾmūn (813-833) al-Mutaʿsim (833-842)                                                                                          | ʿABBĀSIDE          |
| 10     | ʿAlī al-Naqī (علي)       | (f. 828-829 - d. 868)     | al-Mutaʿsim (833-842) al-Wāthik (842-847) al-Mutawakkil (847-861) al-Muntasir (861-862) al-Mustaʿīn (862-866) al-Muʿtazz (866-869) | ʿABBĀSIDE          |
| 11     | Hasan al-ʿAskarī (ألحسن) | (f. 844-847 - d. 873-874) | al-Muʿtazz (866-869) al-Muhtadi (869-870) al-Muʿtamid (870-892)                                                                    | ʿABBĀSIDE          |
| 12     | Muhammad al-Mahdī (محمد) | (f. 869-872 - )           | al-Muʿtamid (870-892) al-Muʿtadid (892-902)                                                                                        | ʿABBĀSIDE          |

| Islam | Spire Denne islamartikel er en spire som bør udbygges. Du er velkommen til at hjælpe Wikipedia ved at udvide den. |